# Fadoro Lasara
Fadoro Lasara is een bestuurslaag in het regentschap Gunungsitoli van de provincie Noord-Sumatra, Indonesië. Fadoro Lasara telt 1777 inwoners (volkstelling 2010).